# Усть-Силайка
Усть-Силайка — посёлок в Кочёвском районе Пермского края. Входит в состав Юксеевского сельского поселения. Располагается северо-западнее районного центра, села Кочёво, на правом берегу реки Лолог. Расстояние до районного центра составляет 60 км. По данным Всероссийской переписи населения 2010 года, в посёлке проживало 507 человек (252 мужчины и 255 женщин).

## История
По данным на 1 июля 1963 года, в посёлке проживало 710 человек. Населённый пункт входил в состав Юксеевского сельсовета.